# Thập niên 480
Thập niên 480 hay thập kỷ 480 chỉ đến những năm từ 480 đến 489.